# Cerromaior
Cerromaior é o primeiro romance de Manuel da Fonseca, publicado em 1943.
Cerromaior é o nome da (pequena) cidade onde decorre a acção do romance. Se bem que sendo uma cidade imaginária são notórias as semelhanças com a terra natal de Manuel da Fonseca, Santiago do Cacém. Aliás, o facto é referido pelo próprio logo no prefácio da obra «Cercado de cerros, que vão de roda em anfiteatro com o lugar do palco largamente aberto sobre a planície e o mar, o cerro de Santiago é de todos o mais alto. Daí o título: Cerromaior. Vila que me propus tratar...»
À sua terra-natal, Santiago do Cacém, Manuel da Fonseca apenas retirou a proximidade do mar. Assim, Cerromaior retrata-nos uma cidade cercada pelo campo e a realidade alentejana dos anos trinta e quarenta. São focadas todas as classes sociais: a família de latifundiários que dominam toda a cidade (os primos de Adriano, a figura central do romance); o herói Adriano, filho da burguesia local mas com problemas financeiros; o proletariado rural, objecto da exploração económica; o Doninha, figura típica de Cerromaior dominada pela loucura; a Guarda Nacional Republicana, aliada dos poderosos. A trama de Cerromaior gira em torno de Adriano, dividido entre as suas origens e a consciência que toma da verdade da sua terra, e que acaba por tomar a defesa dos mais desprotegidos. Literariamente, este romance descreve um círculo, sendo a cena inicial em que encontramos Adriano na prisão local o termo da trama.
Este romance foi adaptado ao cinema por Luís Filipe Rocha em 1980.